# Kurfürstenstuhl
Der Kurfürstenstuhl ist eine Felsformation im Pfälzerwald. Er ist als Naturdenkmal eingestuft.

## Lage
Der Fels befindet sich auf der Gemarkung der Ortsgemeinde Elmstein südsüdöstlich von deren Ortsteil Mückenwiese innerhalb der Abteilung Klaffeneck an der Nordflanke der 570 Meter hohen Bloskülb. Unweit von ihm befindet sich die Quelle des Haselbach. Östlich erstreckt sich außerdem der 461 Meter hohe Möllberg. Weiter südöstlich erstreckt sich der Ortsteil Iggelbach.

## Geschichte
Der Felsen ist mutmaßlich durch Ausspülungen von Wasser entstanden, wodurch er optisch an einen Stuhl oder Thron erinnert. Dies sowie die Tatsache, dass sein Standort einst zur Kurpfalz gehörte, gab ihm schließlich seinen Namen. Er ist seit Anfang des 20. Jahrhunderts als Ritterstein 253 markiert, wobei die Inschrift in den Felsen direkt eingemeißelt wurde.

## Beschaffenheit
In seiner Aushöhlung sammelt sich regelmäßig Wasser, das von Vögeln zum Trinken benutzt wird.

## Tourismus
Der Kurfürstenstuhl befindet sich an der Tour 5 des Mountainbikepark Pfälzerwald. Etwas südlich führt der Pfälzer Hüttensteig vorbei.